# Danses du Berry
 (mai 2017).
Si vous disposez d'ouvrages ou d'articles de référence ou si vous connaissez des sites web de qualité traitant du thème abordé ici, merci de compléter l'article en donnant les références utiles à sa vérifiabilité et en les liant à la section « Notes et références ».
 (mars 2022).
Motif : L'article parle de nombreuses danses qui sont pratiquées  dans ou originaires d'autres régions de France, voire dans toute la France ou même dans différents pays d'Europe. Cet article devrait traiter des danses typiques du Berry et des traditions associées.
Les danses traditionnelles du Berry sont des danses comportant des costumes et sortes de mouvement, selon la région de France dans laquelle la danse est exercée. Il y a différents types de danses et de costumes en fonction des coutumes de la ville. 
Ces genres de danses sont présentes surtout dans les petites villes de campagne, on en trouve de toutes les époques et de tous les styles. Chaque région a son style, sa danse, son costume. Ces danses ont la particularité d'avoir un rythme ternaire, à un rythme entraînant qui explique pourquoi elles sont toujours populaires.
Ces danses mettent à l'honneur une région, un patrimoine culturel important qui ravive le passé et nos racines.

## Origines
Les principales danses berrichonnes ont des origines variées, qu'il convient de rappeler ici :
- La Bourrée : très présente du Massif Central (France), cette danse vient d'Espagne, elle passe par l'Auvergne[2]. Il y a  plusieurs sortes de bourrées : la Bourrée de Saint-Chartier, La bourrée carrée, la bourrée ronde, la bourrée droite (chaque type de bourrée a des pas différents).
- La Polka : le mot polka vient du tchèque půlka. C'est une danse de couple avec des mouvements circulaires.
- La Scottish : la scottish est une danse de bal et de salon qui se danse par deux. Elle est importée en Grande-Bretagne en 1848 sous le nom de German polka et apparaît dans les salons parisiens deux ans plus tard sous le nom de shottish.
- La Mazurka : danse de salon originaire de Pologne, rythmée avec un tempo vif. Elle a évolué au fil du temps et en fonction des régions. Aujourd'hui, elle est considérée comme une danse populaire dans les bals folk
- Le Cercle Circassien : danse originaire d'Écosse. Son nom fait référence à la Circassie. Cette danse est apparue à la fin du XIXe siècle
- Le Carnaval de Lantz : danse populaire à Lantz et dans la communauté forale de Navarre (Espagne)
- La Valse : c'est une danse Allemande. Il existe plusieurs sortes de valses : la valse viennoise, la valse lente ou anglaise, la valse musette
- La Branle : elle existe depuis le Moyen Âge. Elle apparaît plus précisément au XIIIe siècle.  Les pas de cette danse sont originaires de la basse danse.
- Le Quadrille : ancienne contredanse du  XVIIIe siècle.C'est une danse de bal et de salon.
- La Chapelloise : danse traditionnelle qui est connue dans toute l'Europe, elle est originaire de Suède.
- La Contredanse : danse de couple, originaire d'Angleterre qui est apparue au milieu du XVIe siècle,
- La Courante : morceau de coupes binaires avec reprises.

### Évolution
Les danses ont évolué selon les époques. Les pas, les chants, les costumes ont changé et se sont même créés. De nos jours nous pouvons encore tournoyer sur les danses berrichonnes dans les bals trad, très populaires auprès des jeunes comme des plus expérimentés. Plusieurs groupes folkloriques du Berry exercent les danses traditionnelles, comme Les Gars du Berry, Les Maîtres Sonneurs de la Vallée Noire, La Guérouée de Gâtine, La Rabouilleuse. Cela montre que nos anciennes coutumes restent présentes dans les mémoires et les gens y sont attachés.  

### Modifications gestuelles (la bourrée)
La bourrée est l'une des plus dansées dans le Berry. Le pas de base, à toutes les bourrées, est en trois posés qui vont dans la même direction. Le deuxième est un posé incomplet. Nous pouvons le faire en avant, en arrière ou sur place. Il y a la bourrée à deux temps, à trois temps, en ligne, en carré, en rond, en quadrette ou encore croisée, droite. Cela se danse à deux danseurs, trois, quatre, six, huit. Cette danse très populaire est festive et entraînante, ce qui explique qu'elle soit l'une des plus connues.  

### Pratique actuelle
Des stages sont mis à disposition avec plusieurs niveaux, pour apprendre la bourrée, la bourrée du Bourbonnais, mais aussi des chants de la musique et de la cuisine Berrichonne. Ils sont ouverts à tous, enfants comme adultes, débutants ou experts.  
Ces stages se trouvent essentiellement à Vierzon, dans différents lieux. 
Toutes ces danses traditionnelles se retrouvent encore partout dans le monde. Des associations permettent de créer des événements pour les réactualiser, par exemple dans les bal trad, ou comme au festival d'Ars.

## Instruments
Dans le Berry, plusieurs instruments traditionnels sont utilisés pour interpréter ces danses : la cornemuse berrichonne, la veille à roue. Un veilleur crée les vieilles, plusieurs instrumentistes exercent : Grégory Jolivet, Gilles Chabenat, Évelyne Girardon, etc.

## Chants
Il existe plusieurs chants traditionnels dans le Berry. Comme par exemple : Ah ! Jeannette, La Belle si nous partons, Il est joli, Allons, mes jolis bœufs... Ce sont des chants interprétés lors des événements par Les Gars du Berry, Les Maitres Sonneurs de la Vallée Noire, La Guérouée de Gâtine, La Rabouilleuse.   